# Champ fleury
Pour les articles homonymes, voir Champfleury.
Champ fleury, au quel est contenu lart & science de la deue & vraye proportion des lettres attiques, quon dit autrement lettres antiques, & vulgairement lettres romaines proportionnees selon le corps & visage humain, abrégé Champ fleury ou Champ Fleury, parfois écrit Champfleury, est un traité de typographie, d'orthographe et de grammaire française écrit par le libraire et imprimeur Geoffroy Tory et publié en 1529.

## Contexte
Le 28 juin 1519, Charles de Habsbourg est élu à la tête du Saint Empire romain germanique, puis couronné l'année suivante roi des Romains sous le nom de Charles-Quint. L’enjeu pour François Ier est de se détourner de cette nouvelle Rome impériale, et de rattacher la langue et la culture françaises à une civilisation ancienne jugée plus noble, la civilisation hellénique.
Tory est en relation avec le roi et avec les principaux membres de la Cour, comme Louise de Savoie ou Marguerite de Navarre, pour lesquels il organise traductions et impressions. Il en retire de nombreux privilèges. 
À partir de 1523, associé au graveur Simon de Colines, Tory élabore un genre nouveau, émancipé des influences germaniques : un modèle formel, éditorial et graphique s’inscrivant dans un mouvement d’habilitation de la littérature didactique et de la langue vernaculaire, associé à une esthétique du livre à l’antique.

## Contenu
Champ fleury est constitué de trois Livres, suivis d'un appendice présentant des échantillons de lettres, et précédés de deux Adresses au lecteur. C’est un manuel typographique, mais aussi un traité moral et allégorique, ainsi qu'un essai humaniste dans l’esprit des Adages d’Érasme et du De Asse de Guillaume Budé. 
Dans le premier Livre, Tory déclare vouloir « décorer et enluminer notre langue française », et rédige le premier traité de grammaire et d’orthographe. Par ailleurs, en s'inspirant du mythe d'Io, il considère le I et le O comme la base de toutes les lettres capitales. 
Le deuxième Livre débute par des principes de géométrie. Tory explique que toutes ses lettres sont formées à partir d’un carré de 10×10, mais qu'elles sont en rapport avec les proportions du visage et du corps humains. Il donne des exemples illustrés, parfois tridimensionnels.  
Le troisième Livre détaille la manière de former chacune des lettres de l’alphabet. Ce sont  des symboles quasi-magiques, qui expliquent la place de l’homme dans l’univers.  
Les Adresses en début d'ouvrage en avaient exposé les principes : rapport entre bonnes lettres et vertus, perfection de la proportion géométrique, correspondance entre lettre et corps humain, pureté et amélioration de la langue française, rapport entre les mots et les actes, rapport entre les lettres et la rhétorique.
Pour Tory, « la lettre est à la fois une figure géométrique, un son, un vecteur de sens et une figure de l’humain. »

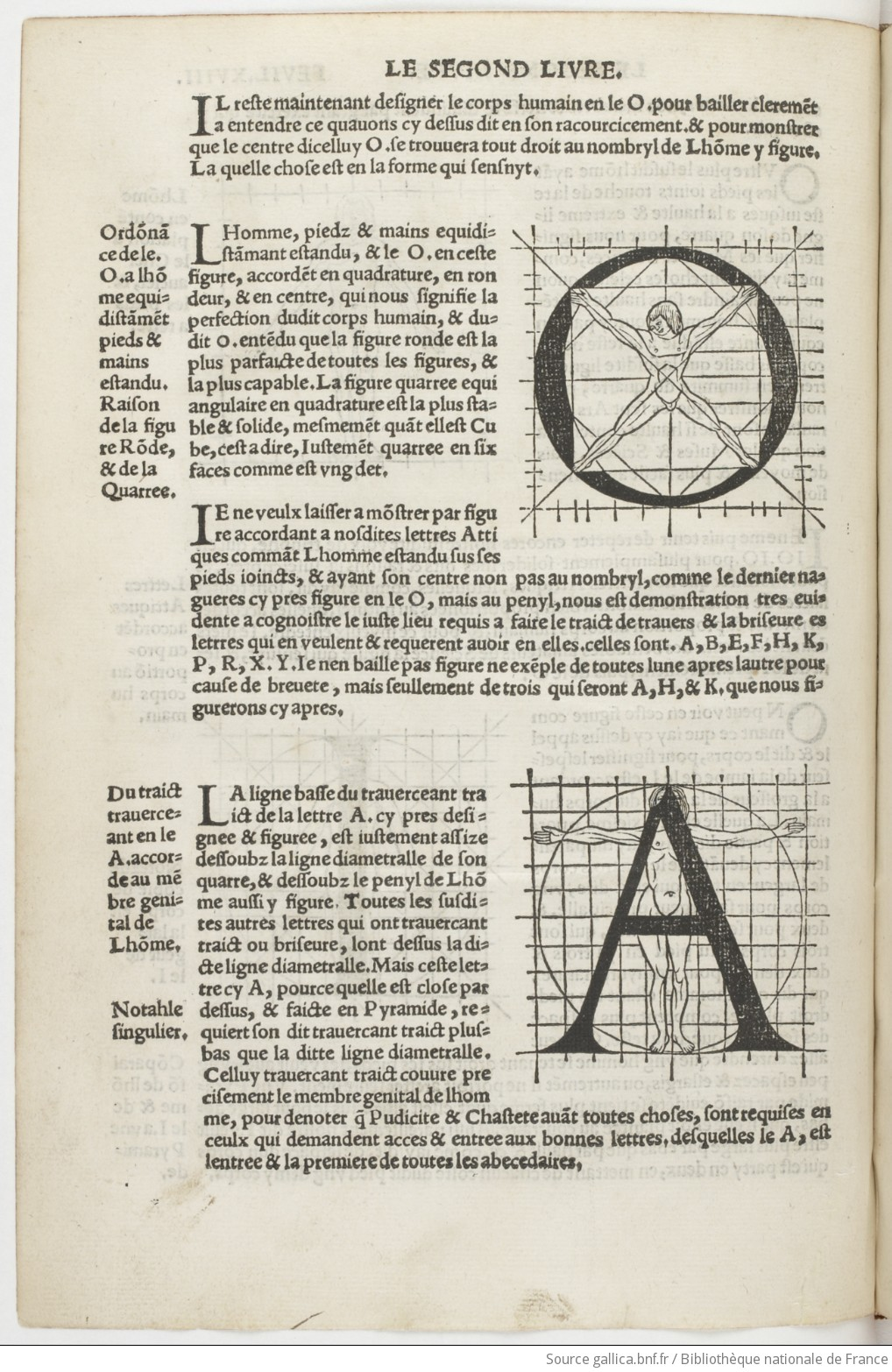
folio 18v
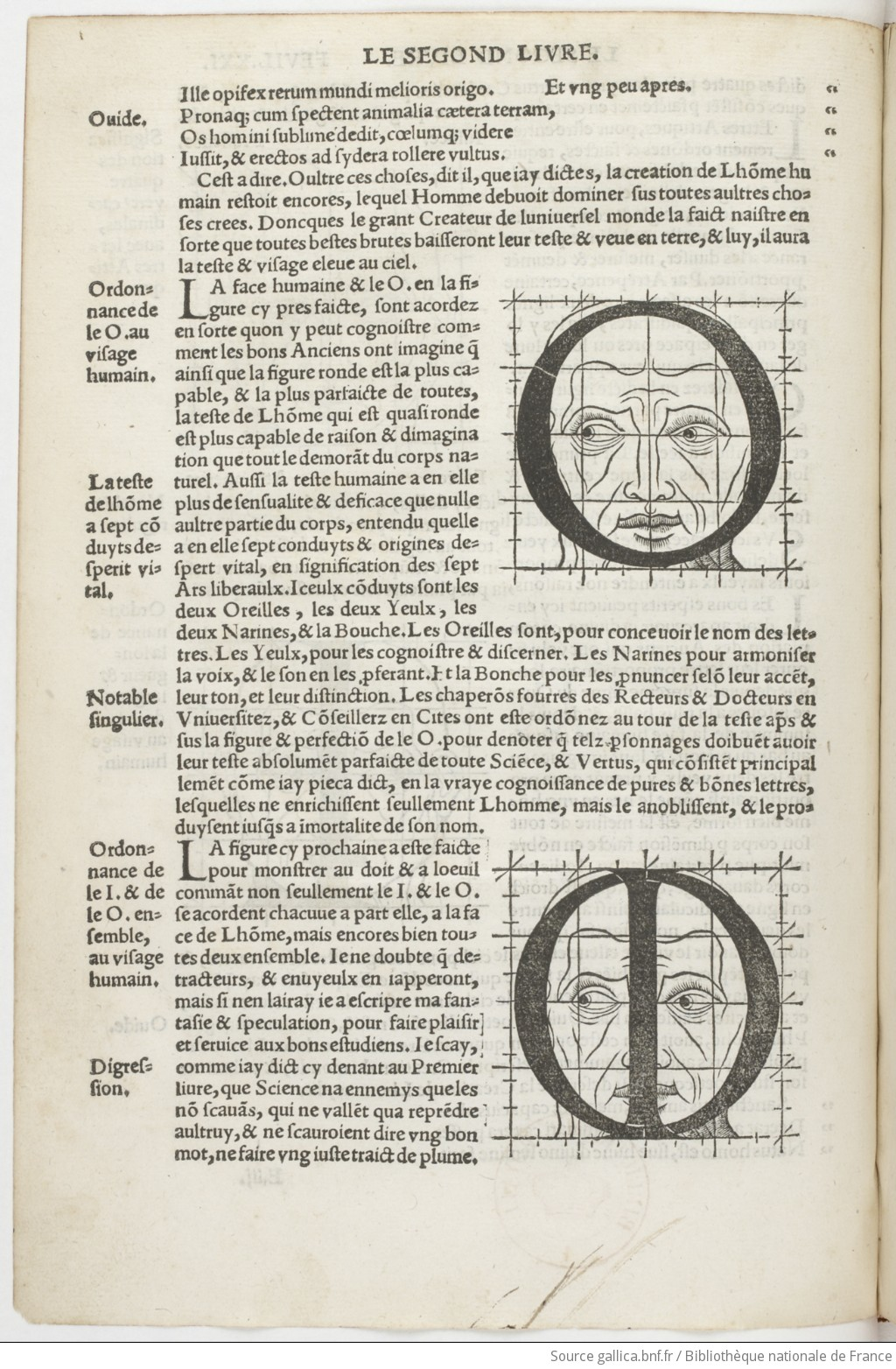
folio 21v
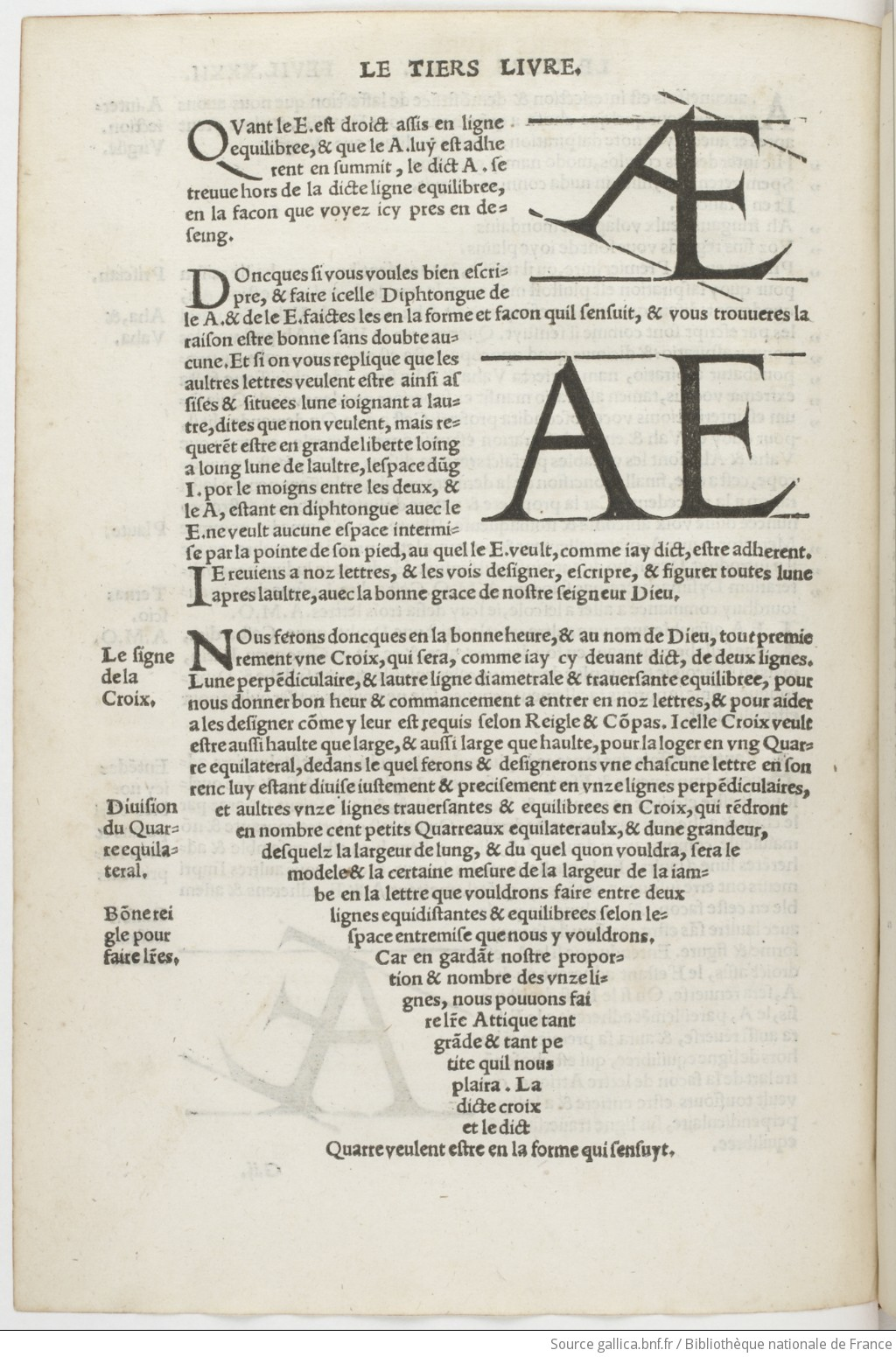
folio 32v
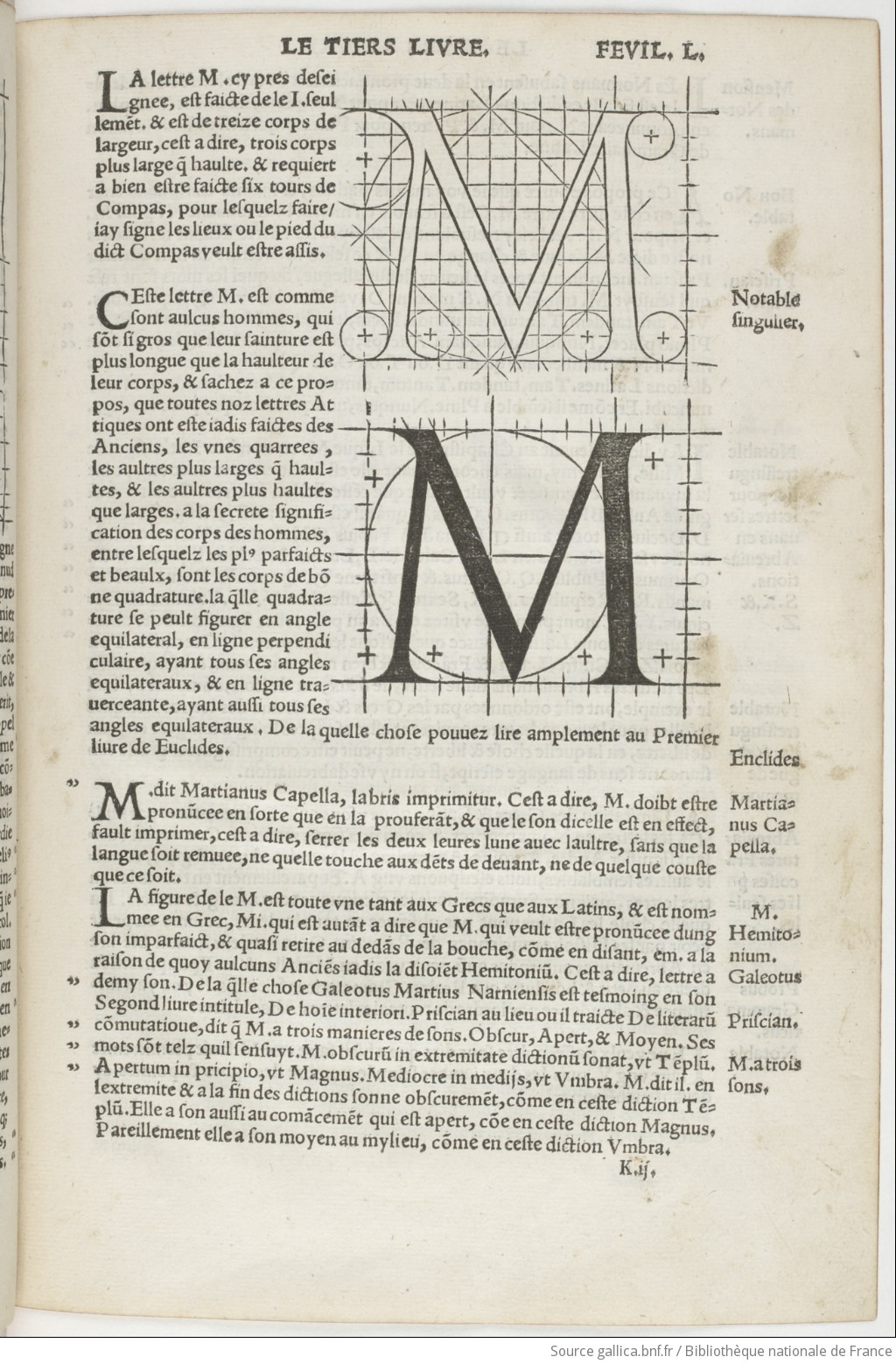
folio 50r
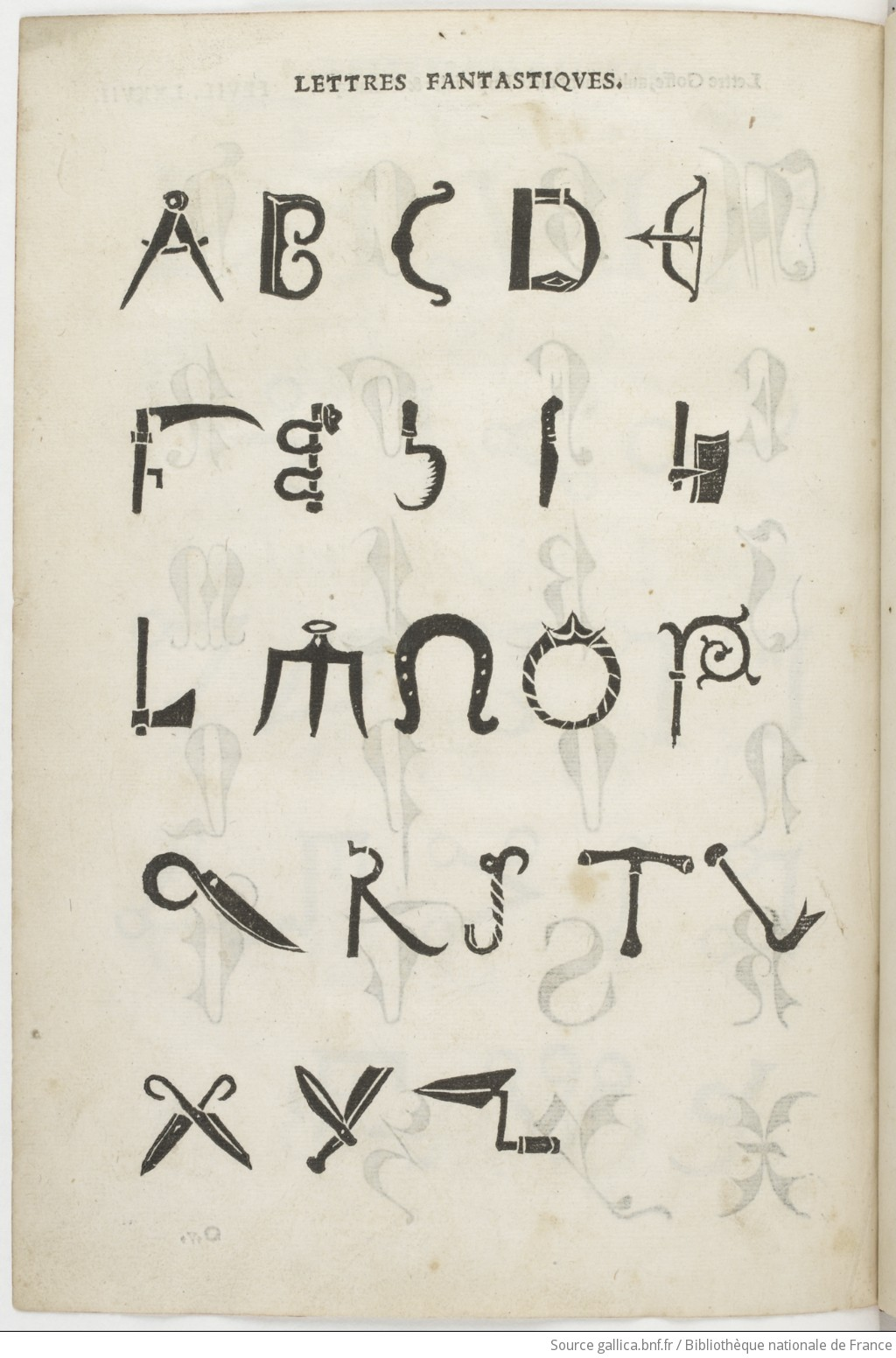
folio 77v

Champ fleury reçoit le 5 septembre 1526 les privilèges du roi, accordés par François Ier pour dix ans. L'ouvrage est écrit en français, ce qui est assez rare pour cette époque où le latin est encore prédominant.
La première édition est imprimée en 1529 dans l’atelier de Gilles de Gourmont, Geoffroy Tory n’étant pas encore établi en tant qu'imprimeur. Une deuxième édition est imprimée seize ans après la mort de l'auteur par Vivant Gaultherot en 1549. Cette seconde édition prend en compte les réformes que Tory propose d'appliquer au français, notamment par l'utilisation de la cédille — que Tory a importé d'Espagne —, des accents et de l'apostrophe.

## Réception
Depuis celle de Gustave Cohen en 1931, Champ fleury n'a fait l'objet d'aucune édition savante et exhaustive. 
L'ouvrage est difficile à lire car, paradoxalement, c’est la beauté même ou l’étrangeté apparente de ses figures qui, attirant l’œil, détourne de la lecture, alors que le texte organise avec précision ces figures et en donne la raison au fur et à mesure . 
Champ fleury inspire Rabelais et Garamont. Sa mise en forme est d'une grande modernité pour son époque, ce qui explique en partie son succès.

« La présentation de l’ouvrage est aérée et le caractère romain ne comprend qu’un très petit nombre d’abréviations (mais toujours des ligatures). La présence de titres courants et la foliotation, la distinction des paragraphes, le rappel de l’idée centrale en marge de chaque passage, l’illustration systématiquement utilisée pour expliciter la construction des lettres sont autant d’éléments qui manifestent la modernité du livre et qui, en en facilitant la lecture ou la simple consultation, expliquent son succès. L’ouvrage illustre aussi la montée en puissance des petits formats, plus maniables et de mieux en mieux représentés dans la production imprimée. »

— Frédéric Barbier

## Éditions

### Éditions originales
- Champ fleury. Auquel est contenu L’art et Science de la deue et vraye Proportion des Lettres Attiques, qu’on dit autrement Lettres Antiques, et vulgairement Lettres Romaines proportionnées selon le Corps et Visage humain, Paris, Gilles Gourmont, 1529[8]. [lire en ligne]
- L’art et science de la vraie proportion des Lettres Attiques, ou Antiques, autrement dites, Romaines, selon le corps et visage humain, avec l’instruction et manière de faire chiffres et lettres pour bagues d’or, pour tapisserie, vitres et peintures, Item de treize diverses sortes et façons de lettres, d’avantage la manière d’ordonner la langue Française par certaine règle de parler élégamment en bon et plus sain langage Français que par ci-devant, avec figures à ce convenantes, et autre chose dignes de mémoire, comme on pourra voir par la table, le tout inventé, Par maître Geoffroy Tory de Bourges, Paris, Vivant Gaultherot, 1549[8]. [lire en ligne]

### Éditions en ligne commentées
- BNF, Les Essentiels, Geoffroy Tory, Le Champ fleury. Feuilleter en ligne[13].
- BNF, Les Essentiels, Le Champ fleury, présentation vidéo

### Éditions contemporaines
- Geoffroy Tory (préf. Gustave Cohen), Champ fleury, ou l'art et science de la proportion des lettres : reproduction phototypique de l'édition "princeps" de Paris 1529, Paris, Bosse, 1931. (Compte-rendu)

- Geoffroy Tory (préf. J. W. Jolliffe), Champ fleury, La Haye, Mouton, 1970
- Geoffroy Tory, Le Champfleury. Art et science de la vraie proportion des lettres. Fac-similé de l'édition de 1529, Paris, Bibliothèque de l'image, 1998 (ISBN 9782909808581)
- Geoffroy Tory, Champ fleury : la vraie proportion des lettres selon le corps & le visage humains : fac-similé intégral de l'édition de 1529, Cœuvres-et-Valsery, Ressouvenances, 2024 (ISBN 978-2-84505-312-0)

### Traduction
- Champ fleury, New York, Grolier Club, 1927, traduit vers l'anglais par George Burnham Ives. Lire en ligne.

### Ouvrage
- Collectif, Geoffroy Tory : imprimeur de François 1er, graphiste avant la lettre, Paris, RMN-Grand Palais, 2011, 158 p. (ISBN 978-2-7118-5810-1)Catalogue de l'exposition au Château d'Écouen, 6 avril-4 juillet 2011. (Compte-rendu)

### Articles
- (en) Barbara C. Bowen, « Geofroy Tory's Champ Fleury and Its Major Sources », Studies in Philology, University of North Carolina Press, vol. 76, no 1,‎ 1979, p. 13-27 (lire en ligne ).
- Pierre Cordier, « Geoffroy Tory et les leçons de l’Antique », Anabases, no 4,‎ 2006 (lire en ligne)
- Olivier Deloignon, « Maistre Geofroy Tory de Bourges Libraire, Autheur du Champ fleury premier traité théorique de typographie, inspirateur de Claude Garamond et précurseur de la révolution de l’architecture livresque de la Renaissance française. », dans Jean-Philippe Garric, Valérie Nègre, Alice Thomine, Les avatars de la littérature technique. Formes imprimées de la diffusion des savoirs liés à la construction, Picard, 2008.
- Olivier Deloignon, « Le plomb et la plume : la figure du « Libraire & autheur dudict livre » dans les pages liminaires du Champ Fleury », Seizième siècle, no 10,‎ 2014 (lire en ligne)
- Olivier Deloignon (dir.), D’encre et de papier : Une histoire du livre imprimé, Paris - Arles, Imprimerie nationale éditions - Actes Sud, coll. « Arts du livre », 2021 (ISBN 978-2-330-15517-9), p. 26-48
- Marie-Madeleine Fontaine, « Entre art et technique : les innovations « à la française » d’un fervent visiteur de l’Italie, Geoffroy Tory. », Bulletin monumental, nos 171-2,‎ 2013 (lire en ligne)
- Olivier Halévy, « Des règles poétiques à la norme linguistique : Les fleurs nouvelles du Champ fleury », Cahiers de recherches médiévales et humanistes, no 21,‎ 2011, p. 265-282 (DOI 10.4000/crm.12448).
- Sandy Maillard, « ‘Tout ainsi pourrions-nous bien faire de la langue de Court’ : Le Champ fleury de Geoffroy Tory, un traité de courtoisie ? », Encomia, no 44,‎ 2022, p. 127-142 (DOI 10.48611/isbn.978-2-406-16726-6.p.0127 ).
- Sandy Maillard, « ‘À propos de la susdicte fable de ΙΩ’ : la figure d'Io dans le Champ fleury de Geoffroy Tory, une héroïne païenne antique ? », Bien dire et bien aprandre, no 38 « Héroïnes païennes de l'Antiquité dans les littératures romanes des XIIe-XVIe siècles: représentations textuelles et visuelles »,‎ 2023, p. 311-326 (lire en ligne).
- Alexandra Pénot, « L’art et science de la vraye proportion des Lettres Attiques de Geoffroy Tory (1549) : défense et codification de la langue française », Corpus Eve, Éditions ou études sur le vernaculaire,‎ 2020 (lire en ligne)